# はちのこ

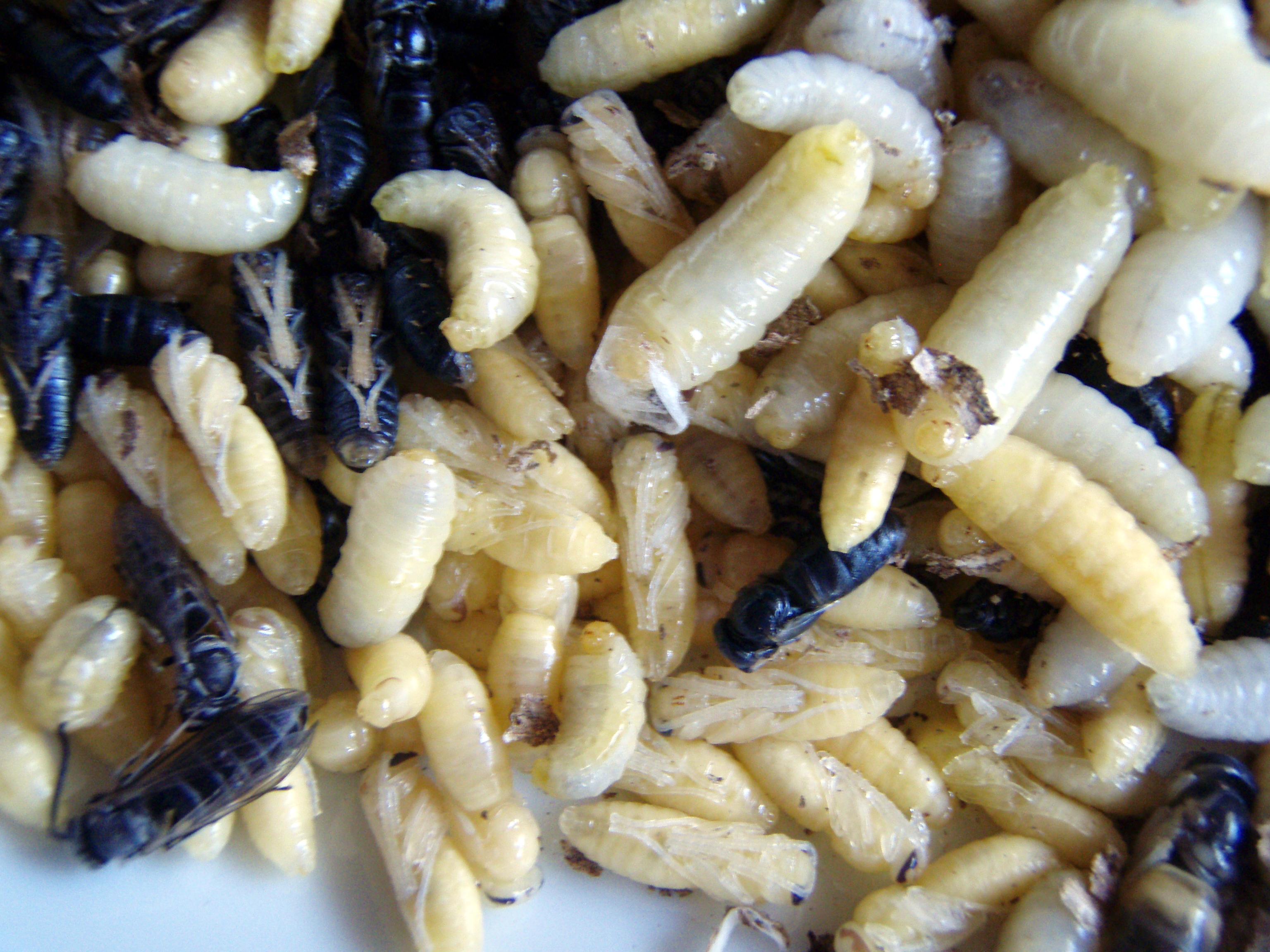
巣から取り出したクロスズメバチ（調理前）

はちのこ（蜂の子）は、ミツバチやクロスズメバチなどの蜂の幼虫（蛹、成虫も一緒に入れることもある）である。これらはアフリカやアジア、南米、オーストラリアなど世界的に食用とされるケースが見られる。
日本では長野県、岐阜県をはじめ、愛知県、静岡県、山梨県、栃木県、岡山県、宮崎県などの山間部を中心に、日本各地で食用とされている。

## 概要
古代中国の薬についてまとめられた『神農本草経』には、蜂子（ほうし）と呼ばれ最高級の薬とされた、明の時代の本草書『本草綱目』には神農本草経の内容に加えて「心腹痛、黄疸、皮膚の感染症、風疹、便秘、梅毒、婦人科の症状」に良いとされた。
大型のスズメバチ捕りは日本では中部地方や九州地方などで盛んで、働きバチを餌で誘い、食餌している際に目印を付けて放すことで巣の探索を行う。また、中国の雲南省からラオス、タイなどの東南アジアにかけても大型のスズメバチの採取が行われており、鶏の羽毛を利用した追跡が行われる。
高級珍味として、缶詰や瓶詰でも販売されている。中国の雲南省では、そのまま食べたり、油炒め、民族によってはスープにして食べられる。

## ミツバチ幼虫の利用
アジア地域では土着の数種のミツバチ、アフリカや中近東にはセイヨウミツバチの現地亜種が蜂蜜などの生産物を得るために利用されているが、蜂の子の食習慣も各地に残っている。
多くの国では養蜂の過程で、雄バチの卵が巣箱から取り除かれるが、これは雄バチの卵を好むミツバチヘギイタダニからの防除のためである。そのため養蜂（蜂蜜生産）の副産物として雄バチの幼虫が食材として利用される。
EUの食用昆虫規制にはミツバチ雄幼虫（セイヨウミツバチ雄蛹）に関するものも含まれるが、人体への悪影響は報告されていないとしている。ただし、アレルギー性交差反応の可能性があるとして、貝類、甲殻類、ダニに対してアレルギーのある人は食用を避けるべきとしている。

## 日本における蜂の子
日本では特に中部地方の中山間地などでクロスズメバチやシダクロスズメバチの巣を探索して蜂の子の採取が行われている。また、中部地方のほか九州地方などでオオスズメバチの蜂の子の採取が行われている。

### 採取
猟期は秋、長野では「蜂追い」（すがれ追い）と呼び、かつては子供の遊び、現在では大人の愛好家が行う伝統的な捕獲方法がある。そのほかに、蜂の行動から蜂の巣のありかの見当をつける透かしなどの方法がある。
中部地方のクロスズメバチなどの蜂の子の捕獲では、魚、イカ、鶏肉などの肉で働き蜂を寄せる。この餌を巣に持ち帰った後、再び肉を取りに来て肉をかじっている最中に蜂に目印を付け、その帰るところを追って巣の探索を行う。目印は蜂の体に付ける小さなもので、真綿、ティッシュペーパー、スチロールなどが利用されたが、軽くて視認性の高いレジ袋を切ったものが利用されるようになっている。一度で巣を見つけることは難しく、同じ方法を繰り返して複数人で探索を行う。なお、このほかに初夏に小さな巣の状態で持ち帰って専用の巣箱で飼育する方法もある。
一方、中部地方のオオスズメバチの蜂の子の捕獲では、肉は利用せず、樹液を吸いに来る働き蜂を追って巣の探索が行われている。オオスズメバチの場合は体が大きいため中部地方では目印を使用していなかったが、九州地方でレジ袋を切った「チラ」と呼ばれる目印が使われており、中部地方でもオオスズメバチの蜂の子の採取に使用されるようになった。
長野県では、硫黄分の配合を多くした「蜂取り用専用煙幕」が販売されている。

### 利用
- 岐阜県の東濃地方（恵那市・中津川市など）、静岡市葵区山間部では地蜂の子を「へぼ」と呼び、「へぼ飯」という炊き込み御飯にして食べる習慣がある。甘露煮にした瓶詰も作られて販売されている。
- 長野県では、地蜂の子を「すがら」、「すがる」、「すがれ」等と呼び、甘露煮や佃煮の缶詰が製造され、販売されている。
- 静岡県藤枝市岡部地区では、はちのこを入れた炊き込み御飯のことを、「はえはちめし」と呼んでいる。
- 宮崎県北部では、オオスズメバチの幼虫を使ったそうめんを食べる習慣がある[12]。

## 参考画像

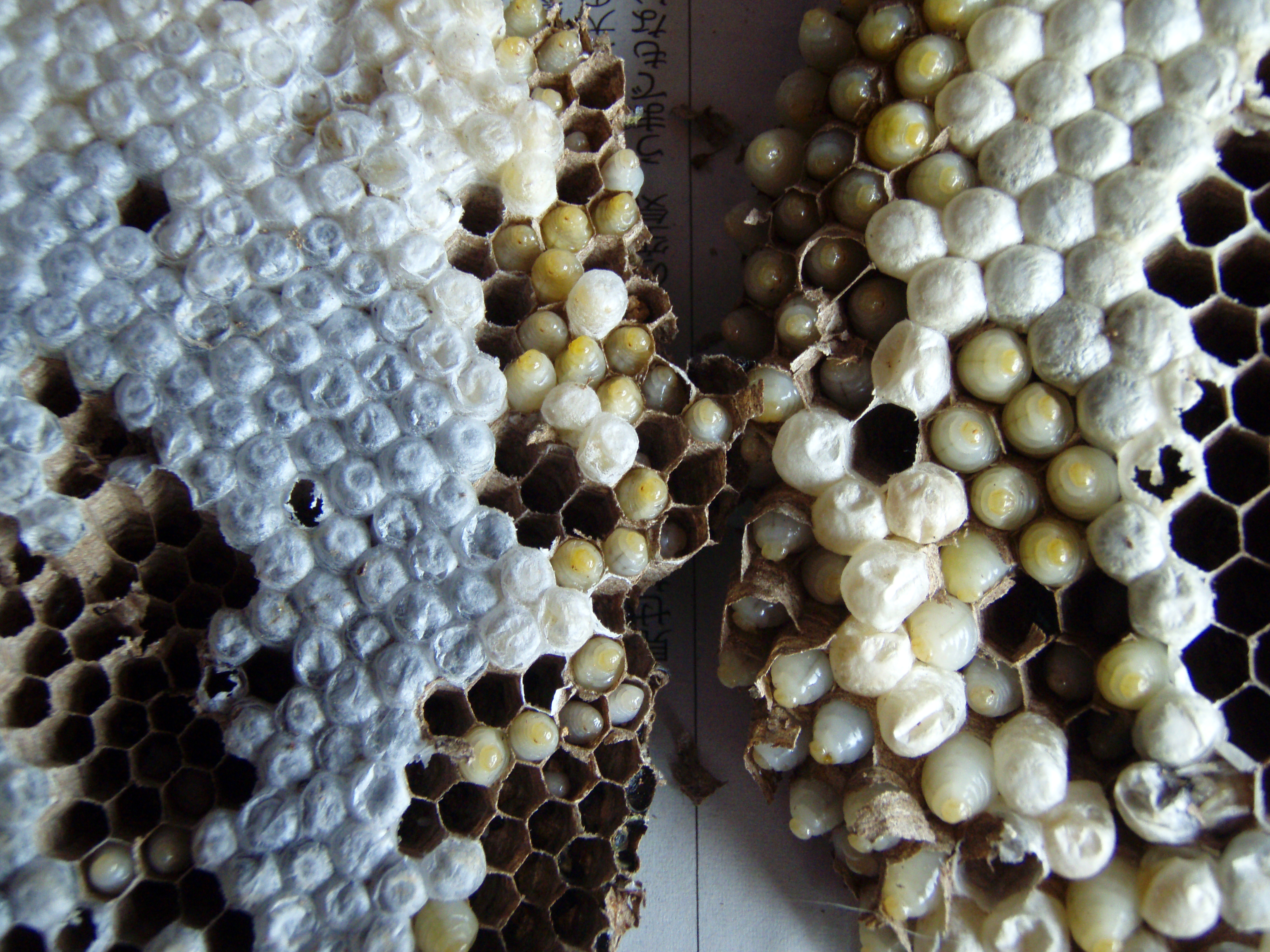
クロスズメバチの働き蜂と親蜂の巣の比較
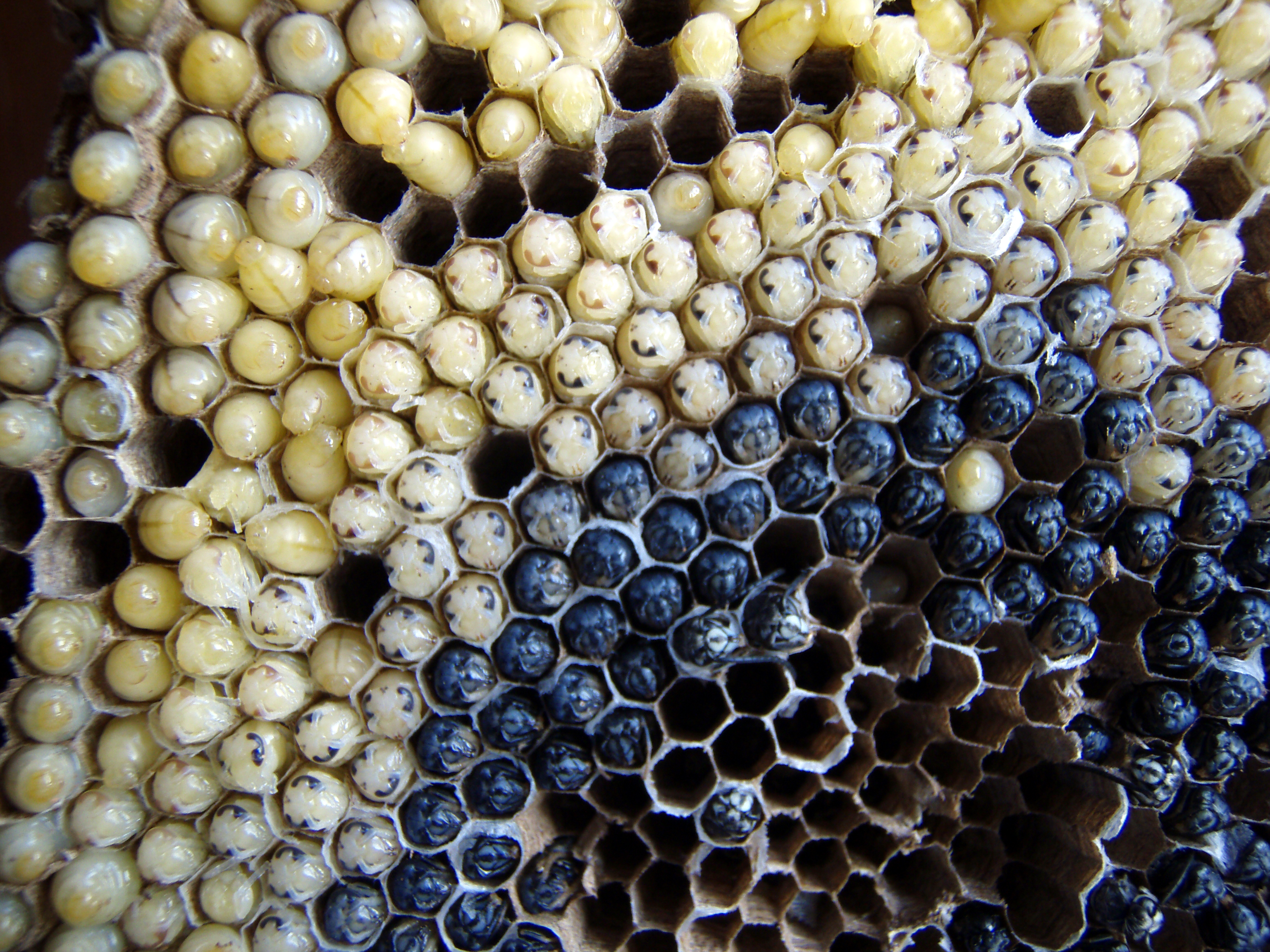
サナギの膜を取り除いた状態
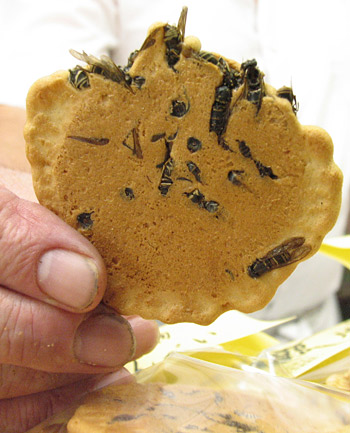
地蜂せんべい（長野県大町市）
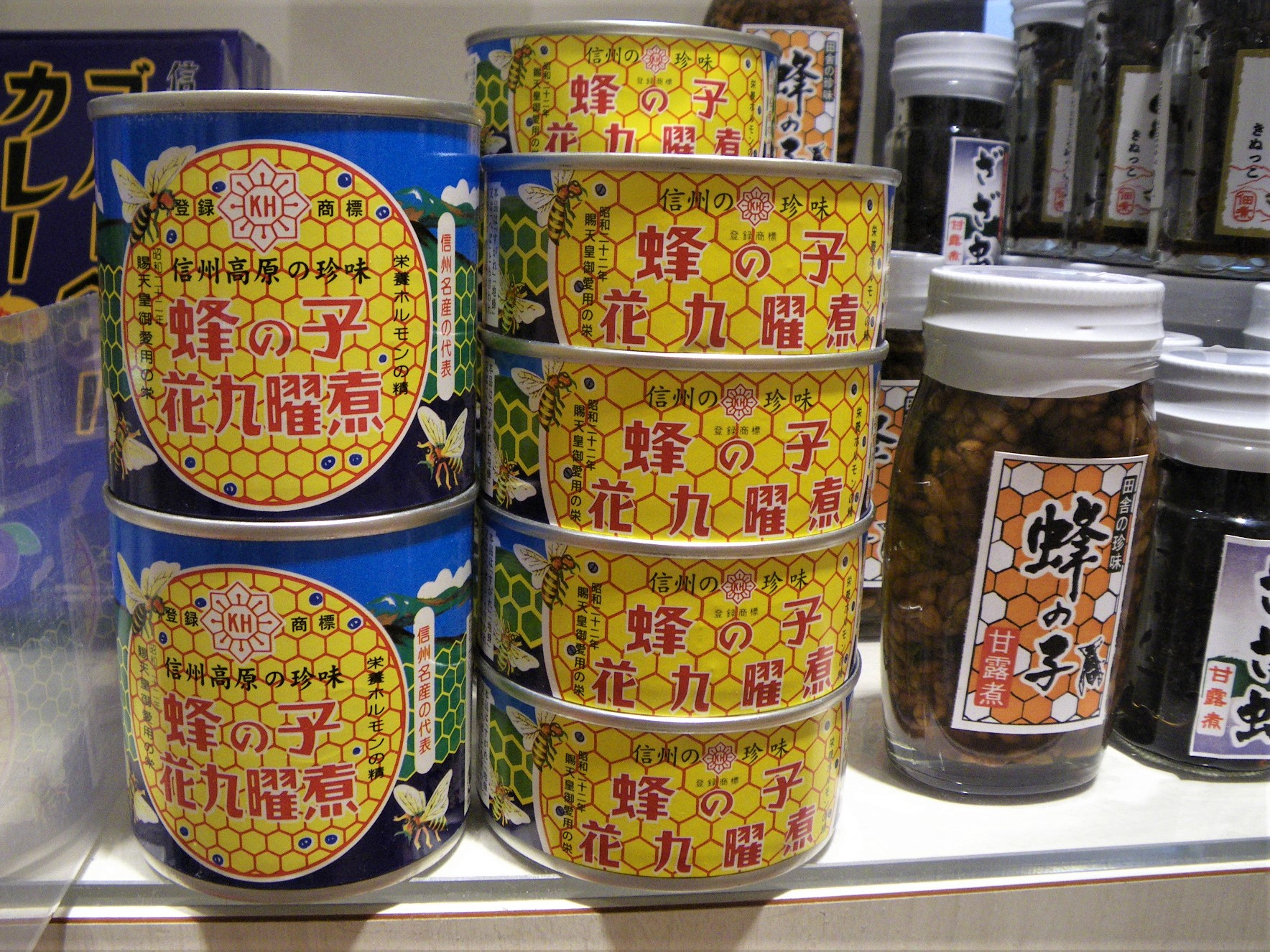
販売品（長野県伊那市内の食品店）